# Zdeněk Babíček
Zdeněk Babíček (7. listopadu 1919 Brno – 15. září 1941 Andervenne) byl český palubní střelec 311. československé bombardovací perutě.

## Život

### Před druhou světovou válkou
Zdeněk Babíček se narodil 7. listopadu 1919 v brněnské porodnici do rodiny lékaře Jana Babíčka a Olgy, rozené Novákové. Vychodil obecnou školu, v roce 1938 odmaturoval na Slovanském gymnáziu v Olomouci a započal studium na Lékařské fakultě Univerzity Karlovy. Byl členem Skauta a Hanáckého aeroklubu.

### Druhá světová válka
Po německé okupaci v březnu 1939 se Zdeněk Babíček zapojil do protinacistických aktivit jako člen Obrany národa. Podílel se na distribuci ilegálních tiskovin. Jako student se zúčastnil akcí k výročí vzniku Československa a poté pohřbu Jana Opletala. Dne 3. ledna 1940 opustil ilegálně Protektorát Čechy a Morava a přes Maďarsko, Jugoslávii, Řecko, Turecko, Libanon a Egypt odešel do Francie, kde vstoupil do řad Československé armády v zahraničí. Zařazen byl k dělostřelectvu a zúčastnil se Bitvy o Francii. Po jejím pádu v červnu 1940 se evakuoval do Spojeného království. Zde byl 25. července přijat do Royal Air Force, začal pracovat jako mechanik, následně byl zařazen k 311. československé bombardovací peruti. Po patřičném výcviku byl do operační služby jako přední palubní střelec zařazen na jaře 1941. Absolvoval 22 operačních letů. Dne 15. září téhož roku se zúčastnil bombardování ponorkových doků v Hamburku ve stroji Vickers Wellington Mk.Ic R1015 KX-L pod velením Viléma Soukupa. Během zpátečního letu byl letoun sestřelen u vesnice Andervenne, žádný z členů posádky nepřežil. Všichni byli pohřbeni v nedalekém Lingenu, po skončení druhé světové války byly jejich ostatky přeneseny do společného hrobu na lesním válečném hřbitově v Reichswalde u Kleve. Dosáhl hodnosti desátníka.

## Rodina
Sestřenicí Zdeňka Babíčka byla Dana Zátopková. Jeho rodiče byli po jeho odchodu do emigrace internováni, válku ale přiežili.

## Ocenění

### Vyznamenání
- Československá medaile Za chrabrost před nepřítelem
- 2x Československý válečný kříž 1939

### Posmrtná ocenění
- Zdeněk Babíček byl in memoriam povýšen do hodnosti rotmistra, v roce 1991 do hodnosti podplukovníka
- Po Zdeňku Babíčkovi je pojmenována jedna z ulic v Olomouci